# Angaracris morulipennis
Angaracris morulipennis är en insektsart som beskrevs av Zheng, Z. och G. Ren 1994. Angaracris morulipennis ingår i släktet Angaracris och familjen gräshoppor. Inga underarter finns listade i Catalogue of Life.